# Voleibol de praia nos Jogos da Lusofonia de 2009
O voleibol de praia nos Jogos da Lusofonia de 2009 foi disputado na Praia de Santo Amaro de Oeiras em Oeiras, Portugal. Foram realizados os torneios masculino e feminino entre os dias 16 e 19 de julho de 2009.

## Calendário
| Voleibol de praia | Julho | Julho | Julho | Julho | Julho | Julho | Julho | Julho | Julho | Julho |
| Voleibol de praia | 10    | 11    | 12    | 13    | 14    | 15    | 16    | 17    | 18    | 19    |
| ----------------- | ----- | ----- | ----- | ----- | ----- | ----- | ----- | ----- | ----- | ----- |
| Masculino         |       |       |       |       |       |       |       |       |       | 1     |
| Feminino          |       |       |       |       |       |       |       |       |       | 1     |

|  | Dia de competição |  | Dia de final |

## Medalhistas
| Evento             | Ouro                                  | Prata                             | Bronze                                 |
| ------------------ | ------------------------------------- | --------------------------------- | -------------------------------------- |
| Masculino detalhes | POR José Pedrosa / Hugo Gaspar        | BRA Thiago Barbosa / Jan Ferreira | BRA Rogério Ferreira / Bernardo Romano |
| Feminino detalhes  | BRA Liliane Maestrini / Luana Madeira | POR Rosa Costa / Ana Freches      | BRA Fabiane Boogaerdt / Taiana Lima    |

## Quadro de medalhas
| Ordem | País         | Medalha de ouro | Medalha de prata | Medalha de bronze | Total |
| ----- | ------------ | --------------- | ---------------- | ----------------- | ----- |
| 1     | BRA Brasil   | 1               | 1                | 2                 | 4     |
| 2     | POR Portugal | 1               | 1                | 0                 | 2     |
| Total | Total        | 2               | 2                | 2                 | 6     |